# Stożek krystaliczny
Stożek krystaliczny – element aparatu dioptrycznego położony poniżej rogówki. Załamuje promienie światła wpadającego przez rogówkę i kieruje na światłoczułe elementy aparatu receptorycznego. Pod wpływem zmian strumienia światła stożek krystaliczny wydłuża się lub skraca, co odgrywa znaczną rolę w adaptacji wzroku zwierzęcia do zmieniającego się oświetlenia.